# 鈴木雅史
鈴木 雅史（すずき まさふみ、1996年3月15日 - ）は、日本の作曲家。マーチ「ブルー・スプリング」の作曲者。

## 略歴
1996年、北海道苫前町に生まれる。
2008年に苫前町立苫前中学校（苫前町）に入学し、吹奏楽を始める。同時期に作曲に興味を持ち始めた。中学2年の時、自分と同じ姓の作曲家の曲が課題曲に選ばれていたことで親近感を持つ。
北海道羽幌高等学校、札幌大谷大学作曲コースを卒業した。
作曲を田中賢、小山隼平の両名に師事する。打楽器を笠井尚貴に師事する。
鈴木が作曲した『マーチ「ブルー・スプリング」』は、2022年の全日本吹奏楽コンクールの課題曲に選ばれている。鈴木は楽曲が課題曲に選ばれた後に、日本全国の中学、高校のバンドを訪ねて指導を行っている。